# Alain Le Diberder
Alain Le Diberder, né le 15 juin 1955, est une personnalité française du monde de la culture et des médias.

## Biographie
Titulaire d'un doctorat en économie des télécommunications, agrégé de sciences sociales (1978), Alain Le Diberder a été conseiller technique, chargé des médias et des nouvelles technologies au cabinet du ministre de la Culture Jack Lang, conseiller pour les programmes du président Hervé Bourges à France Télévisions de 1991 à 1994, directeur des nouveaux programmes de Canal+ de 1994 à 2001, fondateur et dirigeant de CLVE de 2001 à 2005 puis de Buzz2buzz de 2007 à 2010, directeur général d'AllocinéTV en 2011 et 2012 et directeur des programmes et gérant d'Arte GEIE de novembre 2012 à décembre 2017,.
En 2002 il est nommé membre de la commission spécialisée de terminologie et de néologie de l'informatique et des composants électroniques.
Membre du conseil d'administration de la SACD, au titre de la création interactive de 2005 à 2012.

## Publications
- Alain Le Diberder, La Production des réseaux de télécommunications, Paris, Economica, 1983.
- Alain Le Diberder et Nathalie Coste-Cerdan, La Télévision, Paris, la Découverte, 1986, seconde édition 1990
- Alain Le Diberder et Sylvie Pflieger, Economie du domaine musical, La Documentation Française, Paris, 1987.
- Alain Le Diberder et Nathalie Coste-Cerdan, Briser les chaînes : Une introduction à l'après-télévision, Paris, la Découverte, 1988 (ISBN 2707117897).
- Alain Le Diberder et Frédéric Le Diberder, Qui a peur des jeux vidéo ?, Paris, la Découverte, 1993.
- Alain Le Diberder et Frédéric Le Diberder, L'Univers des jeux vidéo, Paris, la Découverte, 1998.
- Alain Le Diberder et Kornelia Theune, Télé-visions de l'Europe, Paris, Réunion des Musées Nationaux, 2000
- Philippe Chantepie et Alain Le Diberder, Révolution numérique et industries culturelles, Paris, la Découverte, 2005, seconde édition 2010.
- Philippe Chantepie et Alain Le Diberder, Économie des industries culturelles, Paris, la Découverte, 2019 (ISBN 9782348041778).
- Alain Le Diberder, La Nouvelle économie de l'audiovisuel, Paris, La Découverte, 2019.

## Distinctions
Décoration
- Chevalier de l'ordre national du Mérite (2014[8])

Récompenses
- Prix SACD, médaille Beaumarchais 2018[9]